# 범부처신약개발사업단
범부처신약개발사업단(凡部處新藥開發事業團, Korea Drug Development Fund, KDDF)은 세계 시장에 진출할 신약을 개발하고 신약개발 분야 글로벌 경쟁력을 확보하기 위해 교육과학기술부(현재는 과학기술정보통신부 지식경제부(현재는 산업통상자원부로 이관), 보건복지부가 함께 설립한 재단법인이다. 2011년 9월에 출범하였으며, 서울특별시 마포구 마포대로 137 KPX빌딩 9층에 위치하고 있다.

## 연혁
- 2009년 5월 범부처 전주기 신약개발 관계부처 협의.(교과/지경/복지부)( ~ 2011년 2월)
- 2011년 2월 범부처 전주기 신약개발 사업 추진위원회 구성 운영.
- 2011년 7월 8일 (재)범부처신약개발사업단 발기인 총회 개최.
- 2011년 8월 30일 (재)범부처신약개발사업단 설립 허가.(교육과학기술부)
- 2011년 8월 31일 (재)범부처신약개발사업단 설립 허가.(보건복지부)
- 2011년 9월 5일 (재)범부처신약개발사업단 설립 허가.(지식경제부)
- 2011년 9월 9일 (재)범부처신약개발사업단 설립, 초대단장 이동호 취임
- 2011년 9월 20일 첫 사업 과제 공모, 1차 이사회 개최.
- 2011년 9월 26일 사업설명회 개최.
- 2011년 11월 22일 사업단 출범식 개최.
- 2011년 11월 28일 1차 운영위원회.
- 2011년 11월 29일 사무실 이전.(광화문 -> 서대문)
- 2011년 12월 1일 R&D 카드시스템 구축 및 탑재.
- 2011년 12월 15일 원자력의학원과 MOU 체결.
- 2012년 1월 20일 1차 RFP 개정.
- 2012년 2월 3일 3개 부처 신약개발지원사업 합동설명회.
- 2012년 5월 31일 ~06.01 글로벌신약개발포럼 개최.
- 2012년 7월 파렉셀과 MOU 체결.
- 2012년 7월 17일 2차 RFP 개정.
- 2012녀 10월 안전성평가원,한국화학연구원, WCCT Global과 MOU 체결.